# Кинкейд, Томас Кэссин
Томас Кэссин Кинкейд (англ. Thomas Cassin Kinkaid; 3 апреля 1888 — 17 ноября 1972) — американский адмирал периода Второй мировой войны, командовал соединениями на Тихом океане.

## Биография

### Ранняя жизнь и семья
Родился в семье флотского офицера в Хановере (штат Нью-Гэмпшир), был вторым ребёнком (и единственным сыном). Когда ему был всего год, семья переехала в Ситку (Аляска), где у Томаса родилась в 1890 году младшая сестра. Впоследствии семья жила в Филадельфии, Норфолке, Аннаполисе и Джорджтауне (сегодня — северо-западная часть Вашингтона).
В 1904 году закончил Военно-морскую академию, в 1905 году прошёл практику на мониторе «Невада», а затем шесть недель на парусном шлюпе «Хартфорд».

### Начало карьеры
В последующие годы служил на крейсере «Ньюарк» и мониторе «Арканзас». На борту броненосца «Небраска» в составе Великого белого флота он посетил Австралию и Новую Зеландию. В 1910 году Кинкейд попытался сдать экзамен на звание энсина, но провалился по навигации, и остался мичманом. Он сдал экзамен лишь 14 февраля 1911 года, но был оформлен энсином задним числом, с 6 июня 1910 года, как и его однокурсники по военно-морской академии.

### Первая мировая война
В 1913 году, будучи младшим лейтенантом, прошёл четырёхмесячные курсы по артиллерийскому делу и был направлен на стажировку в компанию «Midvale Steel», но тут началась американская оккупация Веракруса, и Кинкейду было приказано явиться на канонерскую лодку «Мачиас» для службы в Карибском море, во время которой он принял участие в американской оккупации Доминиканской республики. Во время этой экспедиции Кинкейду довелось побывать под реальным огнём противника. По возвращении в США он продолжил свою стажировку на предприятиях и изучение артиллерийского дела.
В июле 1916 года Кинкейд стал артиллерийским наблюдателем на линкоре «Пенсильвания». В январе 1917 года он получил звание лейтенанта. В ноябре 1917 года он получил задание по доставке дальномеров нового типа из Норфолка в Великобританию. В январе 1918 года он вернулся в США, а в феврале был произведён в лейтенант-коммандеры и назначен на линкор «Аризона», который в мае 1919 года отправился в Средиземноморье для прикрытия греческой оккупации Смирны.

### Послевоенный период
В 1922 году Кинкейд стал заместителем начальника штаба командующего военно-морским отрядом США в турецких водах. После ратификации Турцией Лозаннского мирного договора присутствие отряда потеряло военное значение и стало нести лишь дипломатическую функцию. В 1924 году Кинкейд, отец которого скончался в 1920 году, попросил перевести его в США из-за плохого здоровья матери, и отплыл на родину на крейсере «Трентон», зашедшим по пути в Иран, чтобы забрать тело убитого разъярённой толпой вице-консула Роберта Имбри.
11 ноября 1924 года Кинкейд получил под командование свой первый корабль — эсминец «Ишервуд». В июле 1925 года он был переведён на завод морской артиллерии. В июне 1926 года Кинкейд был произведён в коммандеры, и следующие два года прослужил в качестве артиллерийского офицера флота и адъютанта главнокомандующего флотом США. В 1929—1930 годах он прошёл подготовку в Военно-морском колледже, затем был членом Военно-морского комитета, и был включён Госдепартаментом в список американской делегации на Женевскую конференцию по разоружению в качестве военно-морского советника.
В феврале 1933 года Кинкейд был назначен на один из новейших кораблей флота — линкор «Колорадо». В марте 1933 года линкор оказался у берегов Калифорнии во время разрушительного землетрясения, и Кинкейд вместе с экипажем принимал участие в спасательных мероприятиях. В 1934 году Кинкейд вернулся в Вашингтон, а в 1937 году был произведён в кэптены и получил под командование крейсер «Индианаполис».

### Вторая мировая война
В ноябре 1938 года Кинкейд стал военно-морским атташе в Риме, а в 1939 году был также аккредитован ещё и при американском посольстве в Белграде. Он вернулся в США в марте 1941 года. Чтобы набрать необходимое для производства в контр-адмиралы число месяцев, проведённых в море, Кинкейд согласился на некоторое понижение в статусе, и стал командующим 8-й эскадры эсминцев. В августе 1941 года он получил звание контр-адмирала несмотря на то, что его суммарный командный стаж составлял всего два года.
Кинкейд должен был сменить Флетчера в качестве командующего 6-й дивизией крейсеров, но не успел принять командование до японского нападения на Пёрл-Харбор, формальная передача командования состоялась лишь 29 декабря 1941 года. Крейсера Кинкейда стали частью Оперативного соединения № 11, сформированного вокруг авианосца «Лексингтон». 1 мая 1942 года оно встретилось с Оперативным соединением № 17, сформированным вокруг авианосца «Йорктаун», и Кинкейд стал командующим Оперативной группой № 17.2, состоявшей из крейсеров и эсминцев прикрытия обоих оперативных соединений. Три дня спустя зенитчики группы Кинкейда сыграли важную роль во время сражения в Коралловом море.
11 мая 1942 года Кинкейд отделился с 3 крейсерами и 4 эсминцами, и отправился в Нумеа, а затем присоединился к Оперативному соединению № 16 адмирала Хэлси. После возвращения в Пёрл-Харбор Хэлси был госпитализирован, и командование оперативным соединением принял адмирал Спрюэнс, а Кинкейд стал командовать силами прикрытия, выделенными в Оперативную группу 16.2, и в этом качестве участвовал в битве за Мидуэй. После этой битвы Спрюэнс стал начальником штаба адмирала Нимица, и в ситуации постоянного отсутствия Хэлси Кинкейд стал командующим Оперативного соединения № 16, выстроенного вокруг авианосца «Энтерпрайз». В этом качестве он участвовал в сражении у восточных Соломоновых островов и бое у островов Санта-Крус.
4 января 1943 года Кинкейд стал Командующим Северо-Тихоокеанскими силами (COMNORPACFOR), и в этом качестве провёл Алеутскую операцию.
В ноябре 1943 года Кинкейд возглавил союзные военно-морские силы в юго-западной части Тихого океана, став командующим 7-м флотом. В этом качестве он помогал войскам генерала Макартура продвигаться вдоль побережья Новой Гвинеи и вернуться на Филиппины (где корабли Кинкейда приняли участие в сражении в проливе Суригао). После устранения японских военно-морских сил из района Филиппин флот Кинкейда принял участие в освобождении Борнео. 3 апреля 1945 года Кинкейд был произведён в адмиралы.

### Отставка
После войны Кинкейд вернулся в США и принял командование 16-м флотом. Он работал в комиссии, которая должна была отправить в раннюю отставку 50 контр-адмиралов из 215, имевшихся в тот момент, а в 1947 году был сам поставлен перед выбором: уйти в отставку, или быть пониженным в ранге до контр-адмирала. Благодаря своим связям ему удалось остаться в звании адмирала вплоть до 1 июля 1950 года, когда он ушёл в отставку по возрасту.
С 1953 года Кинкейд 15 лет работал в комиссии, занимавшейся сооружением и охраной военных памятников.

### Смерть
Умер Кинкейд 17 ноября 1972 года. Похоронен на Арлингтонском национальном кладбище.